# Tarnobrzeg (stacja kolejowa)

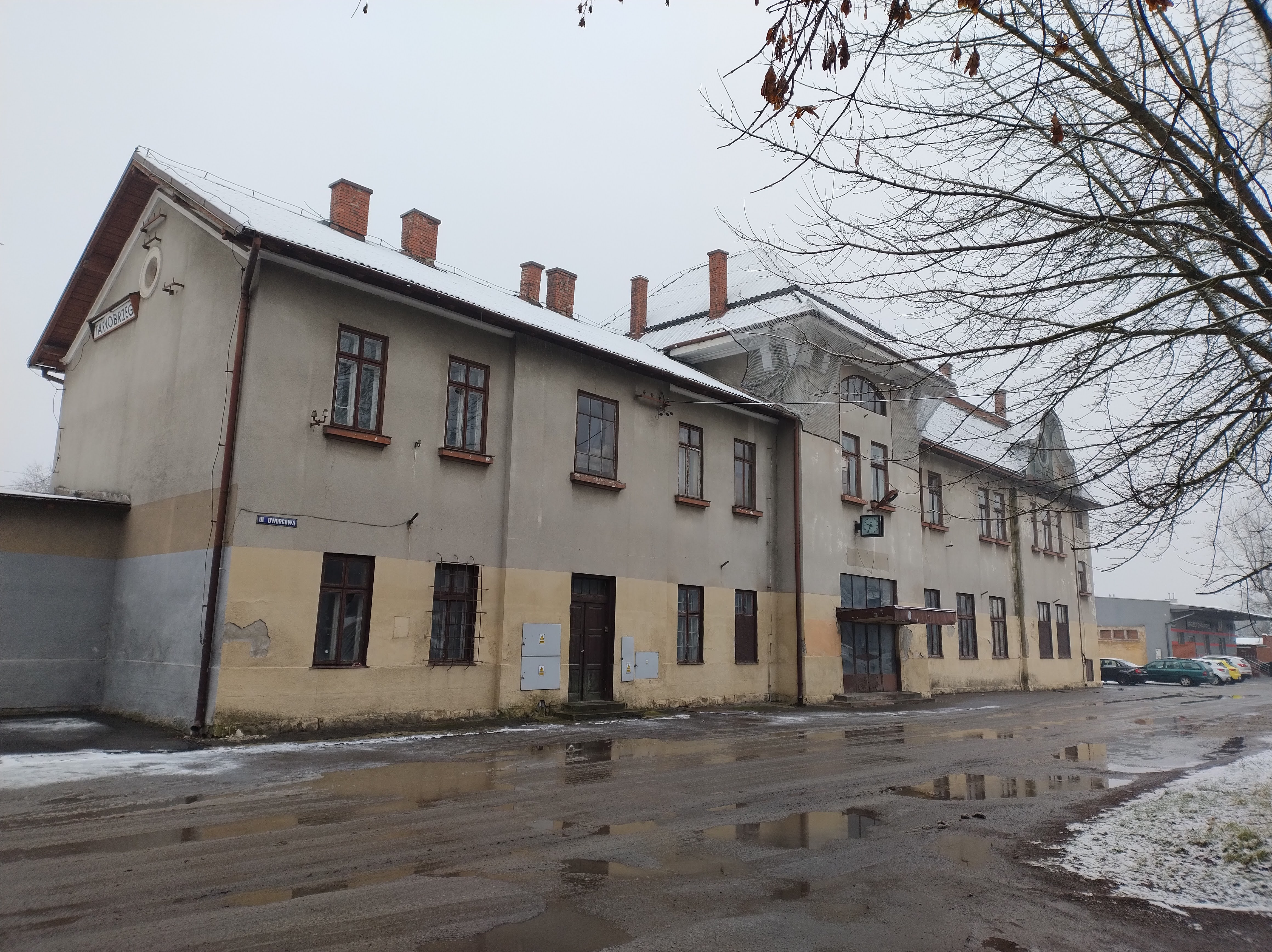
Dworzec kolejowy (2024)

Tarnobrzeg – stacja kolejowa w Tarnobrzegu, w województwie podkarpackim.

## Ruch pasażerski
| Rok  | Wymiana pasażerska na dobę |
| ---- | -------------------------- |
| 2017 | 150-199                    |
| 2022 | 200-299                    |

Dworzec kolejowy ufundowany w 1913 roku przez rodzinę Tarnowskich (tę samą, która założyła miasto), leży na linii kolejowej nr 25 Łódź Kaliska – Dębica.
Sama linia kolejowa została doprowadzona do Tarnobrzega już w 1887 roku. Obecnie jest to linia zelektryfikowana.
Zatrzymują się tu pociągi osobowe (autobusy szynowe) oraz pośpieszne pociągi IC.
Dzięki wyremontowaniu w latach 2000–2009 odcinka linii kolejowej nr 71 Rzeszów – Ocice, tory są przystosowane do prędkości 110–120 km/h, dlatego można dojechać koleją z Tarnobrzega do Rzeszowa w ciągu 70 minut. 15 grudnia 2024 roku zostały przywrócone połączenia na odcinku Dębica - Mielec - Tarnobrzeg, które były zawieszone z dniem 1 września 2009 roku. Nastąpiło to w wyniku modernizacji linii kolejowej nr 25 na odcinku Dębica – Mielec – Padew w latach 2019–2022. 8 sierpnia 2025 roku spółka PKP Polskie Linie Kolejowe S.A. podpisała umowę z spółką Swietelsky Rail Polska sp. z o.o na wykonanie robót budowlanych na linii kolejowej nr 25 na odcinku Padew – Tarnobrzeg – Sobów – Sandomierz, przy którym znajduje się stacja, co nastąpiło w wyniku rozstrzygnięcia 21 marca 2025 roku przetargu ogłoszonego 4 września 2024 roku przez spółkę PKP Polskie Linie Kolejowe S.A.
Budynek dworca obecnie jest zamknięty – podróżni nie mają dostępu do poczekalni, jak i nie mają możliwości zakupu biletów w kasie.